# Cheez Whiz
Cheez Whiz es un queso procesado estadounidense que tiene una consistencia sólida similar a la de una salsa o un queso para untar que fue introducido en el mercado por primera vez por la compañía de alimentación kraft en el año 1953. El nombre formal del producto es queso fundido para untar.

## Características
El color brillante y amarillo intenso tirando a naranja, su consistencia viscosa en forma de líquido hace que se distribuya en jarras de cristal, y sea empleado para aliñar las corn chips, los hot dogs, los cheesesteaks, en Venezuela es muy común consumirlo con arepas fritas y combinado con jamón endiablado (diablito) y cualquier otro alimento. Se comercializa en algunos países como Estados Unidos, Canadá, México, República Dominicana, Panamá, Venezuela, Filipinas y Colombia. El Cheez Whiz se emplea para ser untado sobre crackers.
Existieron variantes de este producto, tales como con sabor a tocino (bacon) y blanco (sin adición de queso munster ni Achiote).
Vale la pena destacar que el nombre Cheez Whiz ha pasado a ser un nombre genérico debido al fenómeno de marca vulgarizada, ya que dicho nombre es propiedad de Kraft Foods.

## Cultura popular
El Cheez Whiz hace su aparición en la película The Blues Brothers. Elwood retorna a su apartamento con su hermano Jake; es entonces cuando se pregunta a uno de sus residentes, que juega a las cartas: "¿Me conseguiste el Cheez Whiz?" Elwood le lanza un envase de la marca de Easy Cheese. Esta escena es parodiada en "Family Guy", con Stewie Griffin haciendo el mismo requerimiento.
En la canción "Nature Trail to Hell" del músico "Weird Al" Yankovic procedente del álbum "Weird Al" Yankovic in 3-D, se dice que hay un backmasked (mensaje subliminal) cuando canta y dice 'Satan eats Cheez Whiz'. El músico Beck hace menciones al Cheez Whiz en su canción "Loser" del álbum Mellow Gold cuando menciona "Get crazy with the Cheez Whiz!".

## Otras marcas
Vale la pena destacar que el producto es emulado por otras marcas que le hacen competencia. Tal es el caso de países como Venezuela, donde se expenden las marcas Dalvito, Gaby Cheese (Quenaca), Twisti Keso y Rikesa (Alimentos Polar).